# Carmina Burana (Orff)
Carmina Burana är ett kör- och orkesterverk, en scenisk kantat, av den tyske kompositören Carl Orff, komponerat mellan 1935 och 1936.
Verket består av totalt 25 satser, såväl vokala som instrumentala stycken, fördelade på sex delar. Carmina Burana är utan tvivel Orffs mest kända verk och det räknas också som hans genombrott.
Verket bygger på dikter från 1100- och 1200-talet, som hittades upptecknade i den tyska medeltida handskriften Carmina Burana. Urvalet av texterna gjorde Orff med hjälp av Michael Hoffman. Texterna är på medeltidslatin, medelhögtyska och fornfranska. Undertiteln på verket är Cantiones profanae cantoribus et choris cantandae comitantibus instrumentis atque imaginibus magicis vilket ungefär betyder Världsliga sånger för sångare och körer med beledsagade av instrument samt magiska bilder.
När Orff tonsatte några av dikterna blev detta den mest varierade och märkliga samling av medeltida poesi som tonsatts. Den spänner över satir, parodi, kärlekssånger, vårsånger, naturlyrik och hängiven religiositet. Michael Hoffman var sannolikt färgad av den rådande tidsandan i Tyskland och ville gärna framhålla det tyska folkets överlägsenhet även på det poetiska området.
Orffs verk uruppfördes den 8 juni 1937 på operan i Frankfurt am Main under ledning av Bertil Wetzelsberger. Premiären blev en stor succé och verket spreds snart till andra operainstitutioner. Först efter andra världskrigets slut kom det internationella genombrottet. Verket framförs numera oftast konsertant, i motsats till uruppförandet som var sceniskt, men även i våra dagar förekommer då och då sceniska versioner.
Förutom originalversionen utgav Orff en bearbetning där orkestern ersätts med två pianon och slagverk vilket möjliggör framföranden i mindre sammanhang.

## Satsuppbyggnad
| Fortuna Imperatrix Mundi          | Fortuna Imperatrix Mundi | Fortuna, världens kejsarinna             | Fortuna, världens kejsarinna |
| 1. O Fortuna                      | Latin                    | O Fortuna                                | kör                          |
| 2. Fortune plango vulnera         | Latin                    | Jag klagar över såren som Lyckan utdelar | kör                          |
| I – Primo vere                    | I – Primo vere           | På våren                                 | På våren                     |
| 3. Veris leta facies              | Latin                    | Vårens glada ansikte                     | liten kör                    |
| 4. Omnia Sol temperat             | Latin                    | Allting härdas av Solen                  | baryton                      |
| 5. Ecce gratum                    | Latin                    | Skåda välkomnandet                       | kör                          |
| Uf dem anger                      | Uf dem anger             | På ängen                                 | På ängen                     |
| 6. Tanz                           |                          | Dans                                     | instrumental                 |
| 7. Floret silva                   | Latin/medelhögtyska      | Skogsblomstren                           | kör                          |
| 8. Chramer, gip die varwe mir     | Medelhögtyska            | Krämare, ge mig målarfärg                | kör (liten och stor)         |
| 9. a) Reie                        |                          | Ringdans                                 | instrumental                 |
| 9. b) Swaz hie gat umbe           | Medelhögtyska            | De som här dansar omkring                | kör                          |
| 9. c) Chume, chum, geselle min    | Medelhögtyska            | Kom, kom, min käre vän                   | liten kör                    |
| 9. d) Swaz hie gat umbe (reprise) | Medelhögtyska            | De som här dansar omkring                | kör                          |
| 10. Were diu werlt alle min       | Medelhögtyska            | Om hela världen vore blott min           | kör                          |
| II – In Taberna                   | II – In Taberna          | På värdshuset                            | På värdshuset                |
| 11. Estuans interius              | Latin                    | Sjudande invärtes                        | baryton                      |
| 12. Olim lacus colueram           | Latin                    | En gång simmade jag i sjöar              | tenor, manskör               |
| 13. Ego sum abbas                 | Latin                    | Jag är Schlaraffenlands abbot            | baryton, manskör             |
| 14. In taberna quando sumus       | Latin                    | När vi är på värdshuset                  | manskör                      |
| III – Cour d'amours               | III – Cour d'amours      | Kärlekskurtis                            | Kärlekskurtis                |
| 15. Amor volat undique            | Latin                    | Kärleken flyger vartsomhelst             | sopran, gosskör              |
| 16. Dies, nox et omnia            | Latin/fornfranska        | Dag, natt och allt                       | baryton                      |
| 17. Stetit puella                 | Latin                    | Där stod en flicka                       | sopran                       |
| 18. Circa mea pectora             | Latin/medelhögtyska      | I mitt bröst                             | baryton, kör                 |
| 19. Si puer cum puellula          | Latin                    | Om en pojke med en flicka                | 3 tenorer, baryton, 2 basar  |
| 20. Veni, veni, venias            | Latin                    | Kom, kom, jag ber dig komma              | dubbelkör                    |
| 21. In trutina                    | Latin                    | På vågen                                 | sopran                       |
| 22. Tempus est iocundum           | Latin                    | Tid att skämta                           | sopran, baryton, gosskör     |
| 23. Dulcissime                    | Latin                    | Sötaste pojke                            | sopran                       |
| Blanziflor et Helena              | Blanziflor et Helena     | Blanzeflor och Helena                    | Blanzeflor och Helena        |
| 24. Ave formosissima              | Latin                    | Hälsning till den vackraste              | kör                          |
| Fortuna Imperatrix Mundi          | Fortuna Imperatrix Mundi | Fortuna, världens kejsarinna             | Fortuna, världens kejsarinna |
| 25. O Fortuna (repris)            | Latin                    | O Fortuna                                | kör                          |

## Kända svenska iscensättningar
- 2012 – Uppsättning på Folkoperan i Stockholm, bland annat med sju åttioåriga damer, utifrån ett koncept av Mellika Melouani Melani.
- 1991 – Iscensättning i Hammarbyhamnen i Stockholm i regi av Lars Rudolfsson.